# Kršćanske hrvatske novine
Kršćanske hrvatske novine su bile tjednik Hrvata u Gradišću.
Niz koji čine Naše novine/Kršćanske Hrvatske Novine/Naš tjednik/Hrvatske novine počinje 1910. godine.
Zamisao o pokretanju ovih novina je dao borištofski župnik, Martin Meršić stariji, nakon što su prestale izlaziti Naše novine 1922. godine. Tekstovi su bili na hrvatskom jeziku. Prvi urednik bio je mladi duhovnik Ignac Horvat.
Bile su organom Kršćansko-socijalne stranke.
Priv urednik lista Naše novine/Kršćanske Hrvatske Novine/Naš tjednik/Hrvatske novine bio je Martin Meršić st., a zatim najugledniji intelektualci Hrvata među kojima: Štefan Pinezić, Lovre Barilić, Andrija Prikosović, Ivan Pauković, Ignac Horvat, Lovre Karall, Mate Frežin, Franjo Leopold i Robert Wohlrab.